# 宋一韓
宋一韓（？—？），號圃田，河南開封府陳州衛人，明朝政治人物。

## 生平
萬曆十三年（1585年）乙酉科河南鄉試舉人。萬曆二十年（1592年），登壬辰科三甲第一百四十五名進士，刑部觀政，二十一年二月授漢中府推官，二十六年行取，考选户科给事中，本年差巡视光禄寺，三十年升工科右，管十庫，三十一年山東主考，本年巡视盔甲、王恭二厂，三十三年升刑科左，三十四年巡视京营，本年仕至兵科都給事中，三十九年考察去職。四十一年丁憂，四十二年補南大理寺評事，丁憂歸。

## 家族
曾祖父宋澄；祖父宋岫；父親宋桂，寿官。